# Elmyr de Hory
Elmyr de Hory, född 14 april 1906 i Budapest (som Elmyr Hory), död 11 december 1976, var en ungerskfödd bildkonstnär och konstförfalskare.
de Hory hävdade att han sålt över 1000 förfalskningar till välkända gallerier över hela världen. Hans förfalskningskarriär gjorde honom känd genom en bok av Clifford Irving och genom filmen B som i bluff (en sorts dokumentär av Orson Welles). Uppmärksamheten kring förfalskningarna gjorde också de Horys egen konst mer efterfrågad.